# 中京大学
中京大学（ちゅうきょうだいがく、英語: Chukyo University）は、愛知県名古屋市昭和区八事本町101-2に本部を置く日本の私立大学。1954年創立、1956年大学設置。大学の略称は中京（ちゅうきょう）、中京大（ちゅうきょうだい）。

## 概観

### 大学全体
中京大学は1923年創立の中京商業高校（現:中京大学附属中京高等学校）を運営していた学校法人梅村学園が1954年に設立した旧中京短期大学が前身の4年制大学である。1956年に商学部の単科大学として開学し、現在は11学部・17学科・12研究科をもつ総合大学になっている。
都心近郊の八事山興正寺の森に隣接する名古屋キャンパスは大学本部に文系学部が設置されている。また、郊外の丘陵地にある豊田キャンパスにはスポーツ科学部（運動競技施設）があり複数のオリンピック代表選手を輩出している。

### 建学の精神
中京大学の建学の精神は「学術とスポーツの真剣味の殿堂たれ」である。これは、大正12年に学校法人梅村学園の母体である中京商業学校の開設に際して、創立者である梅村清光がその理念と気概を謳った「文武不岐」が起源となっている。清光の死後に学園を継いだ梅村清明が、戦後にシベリア抑留から帰国して後、「文」を「学術」に、「武」を「スポーツ」に翻訳し修正することで、建学の精神が完成した。

## 沿革
- 1954年 - 中京短期大学開学（学生募集は1954年、1955年の2回のみ。1957年廃止）。
- 1956年 - 中京大学開学。商学部（商学科）設置。
- 1959年 - 体育学部（体育学科）設置。
- 1962年 - 商学部に経営学科増設。体育学部に健康教育学科増設。
- 1966年 - 文学部（国文学科・英文学科・心理学科）、法学部（法律学科）設置。
- 1967年 - 体育学部に武道学科増設。
- 1969年 - 大学院商学研究科商学専攻修士課程設置。
- 1971年 - 大学院文学研究科心理学専攻修士課程設置。商学研究科に商学専攻博士課程増設。豊田学舎完成し、体育学部移設。
- 1973年 - 大学院文学研究科に国文学専攻修士課程増設。
- 1974年 - 大学院体育学研究科体育学専攻修士課程設置。
- 1978年 - 大学院文学研究科に心理学専攻の、法学研究科に法律学専攻の博士課程増設。
- 1982年 - 大学院文学研究科に英文学専攻修士課程、国文学専攻博士課程増設。
- 1984年 - 大学院文学研究科に英文学専攻博士課程増設。
- 1986年 - 社会学部（社会学科）設置。
- 1987年 - 経済学部（経済学科）設置。大学院体育学研究科に体育学専攻博士課程増設。
- 1990年 - 情報科学部（情報科学科、認知科学科）設置。大学院社会学研究科社会学専攻修士課程設置。
- 1991年 - 商学部経営学科を改組転換して経営学部（経営学科）設置。大学院経済学研究科経済学専攻修士課程設置。
- 1992年 - 大学院社会学研究科に社会学専攻博士課程増設。
- 1993年 - 大学院経済学研究科に経済学専攻博士課程増設。
- 1994年 - 大学院情報科学研究科情報科学専攻修士課程、認知科学専攻修士課程設置。
- 1995年 - 大学院経営学研究科経営学専攻修士課程設置。
- 1997年 - 大学院経営学研究科経営学専攻博士課程増設。
- 1999年 - 商学部経営学科を廃止。
- 2000年 - 文学部心理学科を改組して心理学部（心理学科）を設置。情報科学部にメディア科学科を設置。体育学部体育学科、健康教育学科を体育科学科、健康科学科に改称、武道学科の募集停止。
- 2002年 - 文学部英文学科を改組して国際英語学部（国際英語学科、英米文化学科）を設置。大学院文学研究科の心理学専攻を改組して心理学研究科実験・応用心理学専攻と臨床・発達心理学専攻（修士課程・博士課程）を設置。大学院情報科学研究科の認知科学専攻修士課程に通信教育課程を増設。
- 2003年 - 文学部に言語表現学科を増設、国文学科を日本文学科に改称。大学院ビジネス・イノベーション研究科ビジネス・イノベーション専攻修士課程設置。
- 2004年 - 生命システム工学部（身体システム工学科）設置。大学院情報科学研究科にメディア化学専攻修士課程設置。大学院法務研究科法務専攻（専門職学位課程、法科大学院）設置。
- 2005年 - 商学部商学科の募集停止。総合政策学部（総合政策学科）設置。体育学部武道学科を廃止。
- 2006年 - 情報科学部を改組して、情報理工学部（情報システム工学科、情報知能学科、情報メディア工学科）を設置。大学院国際英語学研究科国際英語学専攻、英語英文科学専攻修士課程を設置。情報科学研究科メディア科学専攻に博士課程増設。大学院文学研究科英文学専攻の学生募集停止。
- 2007年 - 社会学部を改組して、現代社会学部（現代社会学科）を設置。豊田キャンパスにフィギュアスケート専用リンク「中京大学アイスアリーナ・オーロラリンク」完成。
- 2008年 - 教養部を改組して国際教養学部（国際教養学科）を設置。生命システム工学部身体システム工学科を募集停止、情報理工学部に機械情報工学科増設。
- 2009年 - 大学院経済学研究科に総合政策学専攻（修士課程・博士課程）を増設。文学研究科の国文学専攻を日本文学・日本語文化専攻に改称。英文学専攻博士課程と商学研究科の学生募集停止。
- 2010年 - 大学院情報科学研究科認知科学専攻の通信教育課程を学生募集停止。情報理工学部情報知能学科の学生募集停止。文学部英文学科を廃止。商学研究科修士課程を廃止。
- 2011年 - 体育学部を改組して、スポーツ科学部（スポーツ健康科学科、競技スポーツ科学科、スポーツ教育学科）を設置。体育学部の学生募集停止。大学院文学研究科英文学専攻博士課程を廃止。情報科学研究科認知科学専攻修士課程通信教育課程を廃止。
- 2012年 - 商学部を廃止。
- 2013年 - 情報理工学部を改組して工学部機械システム工学科、電気電子工学科、情報工学科、メディア工学科を設置。情報理工学部学生募集停止。社会学部廃止。情報科学部廃止。大学院商学研究科廃止。大学院情報科学研究科認知科学専攻修士課程廃止。
- 2014年 - 文学部に歴史文化学科を増設。国際英語学部を改組して国際英語学科に国際英語キャリア専攻、英語圏文化専攻、国際学専攻を設置。国際英語学部の英米文化学科を学生募集停止。
- 2015年 - 現代社会学部を改組して現代社会学科に社会学専攻、コミュニティ学専攻、社会福祉学専攻、国際文化専攻を設置。学長に安村仁志就任。
- 2016年 - 法務研究科法務専攻（専門職学位課程、法科大学院）募集停止[1]。総長に梅村清英が就任。
- 2017年 - 大学院ビジネス・イノベーション研究科ビジネス・イノベーション専攻修士課程募集停止。  大学院情報科学研究科博士前期課程を改組して工学研究科機械システム工学専攻、電気電子工学専攻、情報工学専攻修士課程を設置。  大学院情報科学研究科情報科学専攻博士前期（修士）課程、メディア科学専攻博士前期（修士）課程募集停止。
- 2018年 - 法務研究科法務専攻（専門職学位課程、法科大学院）廃止。法務総合教育研究機構を設置[2]。
- 2019年 - 豊田キャンパス内に中京大学スポーツミュージアムを開設[3]。
- 2020年 - 国際教養学部、国際英語学部を改組して、国際学部国際学科、言語文化学科を設置。

## 基礎データ

### 所在地
- 名古屋キャンパス（〒466-8666 愛知県名古屋市昭和区八事本町101-2）
  - 設置学部：文、国際英語、国際教養、心理、法、総合政策、経済、経営、工（機械システム工学科・電気電子工学科）
  - 設置大学院：文学、国際英語学、心理学、法学、経済学、経営学、工学（機械システム工学専攻・電気電子工学専攻）

- 豊田キャンパス（〒470-0393 愛知県豊田市貝津町床立101）
  - 設置学部：現代社会、工（情報工学科・メディア工学科）、スポーツ科学
  - 設置大学院：社会学、工学（情報工学専攻）、情報科学、体育学

（郵便番号はいずれも大口事業所個別番号）

### 在籍者数
- 大学生数 12,200人
- 大学院生数 167人
- 合計数 12,367人

（注）2021年5月1日現在

## 教育および研究

### 全学共通教育
- 教養教育研究院

### 専門教育（学部・学士課程）
- 文学部
  - 日本文学科
  - 言語表現学科
  - 歴史文化学科
- 国際学部
  - 国際学科
    - 国際人間学専攻
    - 国際政治学専攻
    - 国際経済学専攻
    - GLS専攻

  - 言語文化学科
    - 複言語・複文化学専攻
    - 英米学専攻
- 心理学部
  - 心理学科
- 現代社会学部
  - 現代社会学科
    - 社会学専攻
    - コミュニティ学専攻
    - 社会福祉学専攻
    - 国際文化専攻
- 法学部
  - 法律学科
- 総合政策学部
  - 総合政策学科
- 経済学部
  - 経済学科
- 経営学部
  - 経営学科
- 工学部
  - 機械システム工学科
  - 電気電子工学科
  - 情報工学科
  - メディア工学科
- スポーツ科学部
  - スポーツ教育学科
  - 競技スポーツ科学科
  - スポーツ健康科学科

#### 募集停止
- 情報理工学部(2012年度入学生を最後に募集停止)
  - 情報システム工学科
  - 情報知能学科
  - 情報メディア工学科
  - 機械情報工学科
- 体育学部(2010年度入学生を最後に募集停止)
  - 体育科学科
  - 健康科学科
- 国際英語学部
  - 国際英語学科
- 国際教養学部
  - 国際教養学科

### 専門教育（大学院・修士課程・博士課程）
- 文学研究科
  - 日本文学・日本語文化専攻
  - 歴史文化専攻（修士課程のみ）
- 国際英語学研究科
  - 国際英語学専攻（修士課程のみ）
  - 英米文化学専攻（修士課程のみ）
- 心理学研究科
  - 実験・応用心理学専攻
  - 臨床・発達心理学専攻
- 社会学研究科
  - 社会学専攻
- 法学研究科
  - 法律学専攻
- 経済学研究科
  - 経済学専攻
  - 総合政策学専攻
- 経営学研究科
  - 経営学専攻
- 工学研究科
  - 機械システム工学報科学専攻（修士課程のみ）
  - 電気電子工学専攻（修士課程のみ）
  - 情報工学専攻（修士課程のみ）
  - 工学専攻（博士課程のみ）
- スポーツ科学研究科
  - スポーツ科学専攻
- 法科大学院（募集停止）

### 附属機関
- 研究機関
  - 社会科学研究所
  - 文化科学研究所
  - 企業研究所
  - 体育研究所
  - 経済学部附属 経済研究所
  - 工学部・情報理工学部附置 人工知能高等研究所
  - 法務総合教育研究機構 法曹養成センター
- 図書館
- 国際センター
- 情報センター
- エクステンションセンター
- 保健センター
- 臨床心理相談室
- 学生相談センター
- 事務局

### 研究
- 中京大学リエゾンオフィス（産官学提携等）
- ハイテク・リサーチ・センター
- 専門職大学院プログラム

## 学生生活

### 学園祭
大学祭の名称は「中京大学祭」、豊田キャンパスでは「とよた祭」であり、どちらも例年11月上旬に開催される。

### クラブ・サークル活動
スポーツ
- 陸上競技部 - 1954年創部。西日本インカレでは無双を続ける強豪である。全日本大学駅伝対校選手権は第1回大会（1970年）から出場し、第4回大会（1973年）の2位がベスト記録。OBには青戸慎司（短距離走）、川端魁人（400m走）、室伏広治（ハンマー投げ、スポーツ庁長官）、川口孝志郎（長距離走）、原晋（長距離走、青学大駅伝監督）。OGには市川華菜（短距離走）、室伏由佳（円盤投げ）、荘司麻衣（長距離走）、園田世玲奈（競歩）らがいる。
- 硬式野球部 - 1954年に準硬式野球部として創部。全日本大学選手権優勝1回（1970年第19回大会）。
- 水泳部 - 1957年創部。中部インカレでは創部以来無双しており[4]、日本学生選手権（日本インカレ）男子優勝2回・女子優勝3回の実績がある。2024年9月の同学生選手権は男子3位・女子2位であった。OB・OGには松田丈志らがいる。
- サッカー部 - 1959年創部。全日本大学選手権優勝1回（2000年第49回大会）。
- スケート部 - 1960年に同好会として発足。安藤美姫、浅田舞・浅田真央姉妹、村上佳菜子らは、彼女らの入学前後の2007年に完成した、同大学のフィギュア専用スケートリンクであるアイスアリーナ「オーロラリンク」（#施設を参照）を拠点に国内や世界大会等で活躍した（関係者については中京大学の人物一覧#スケートを参照）。
- ラグビー部 - 1962年創部。翌1963年に東海学生リーグ1部昇格以来、同リーグ戦46年間で37回優勝[5]。2000年代に入って以降は朝日大学の連覇が続き、それに次ぐ位置にある。

## 施設

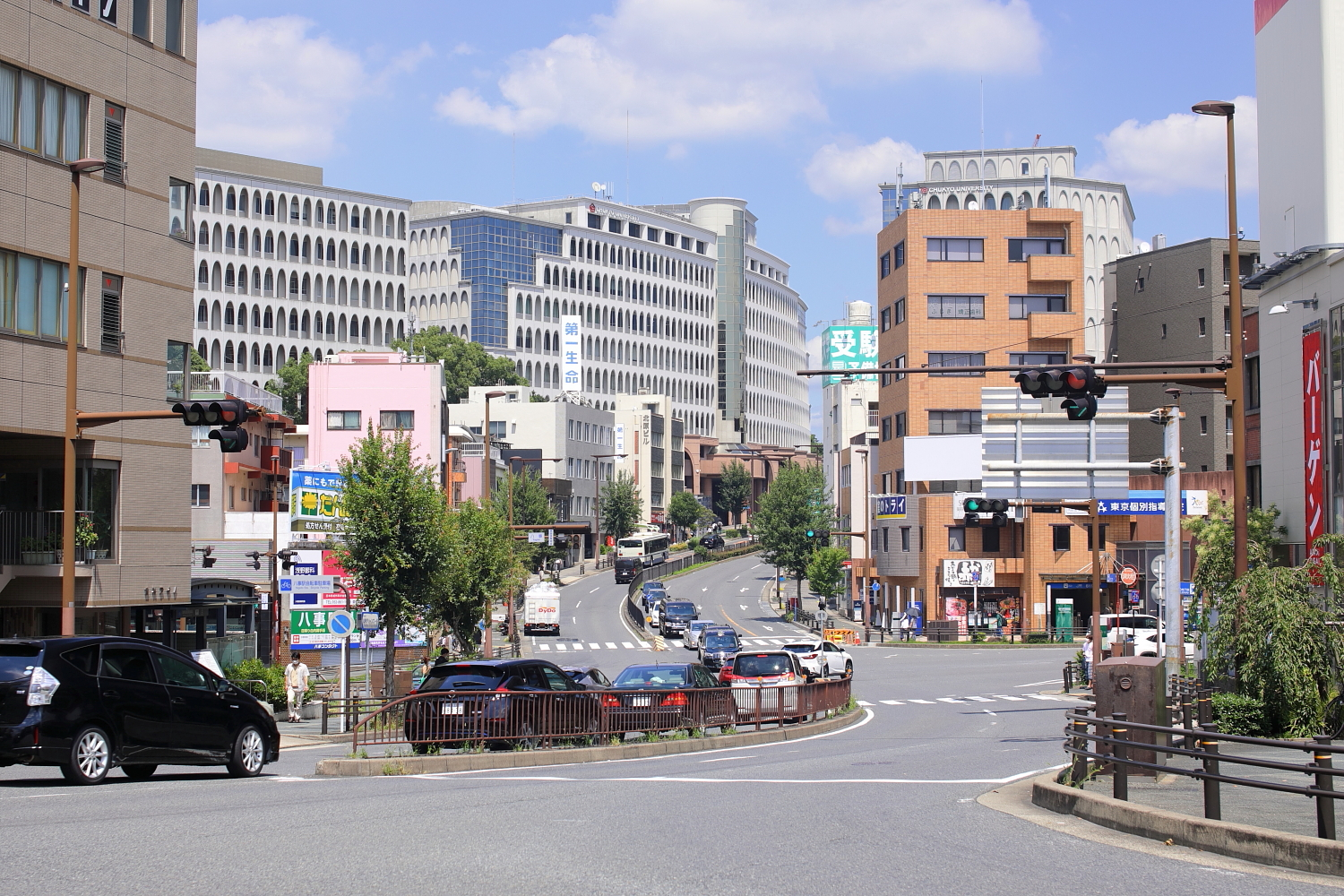
八事交差点からみる名古屋キャンパス
（2021年8月）

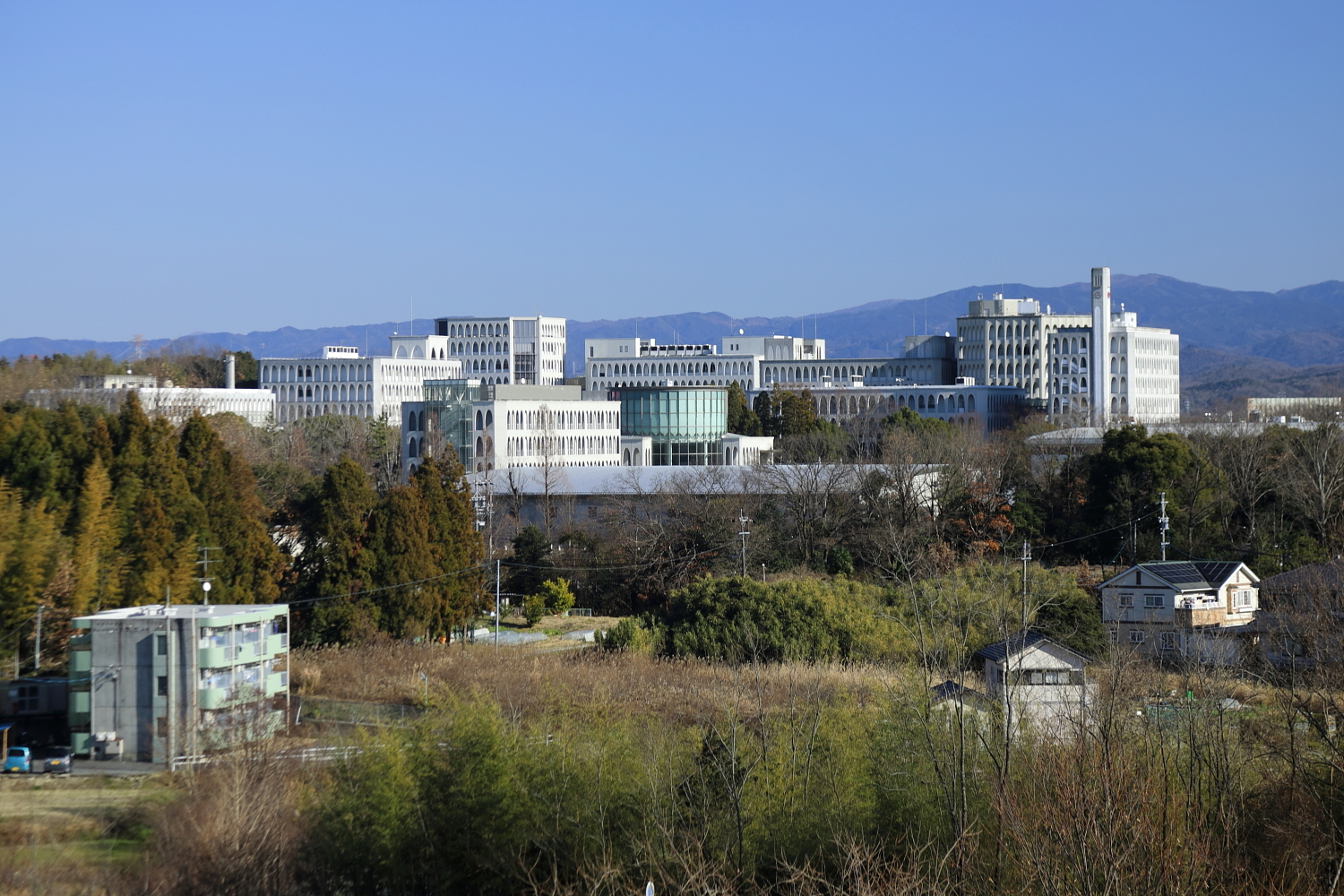
豊田キャンパス遠景
（2019年1月）

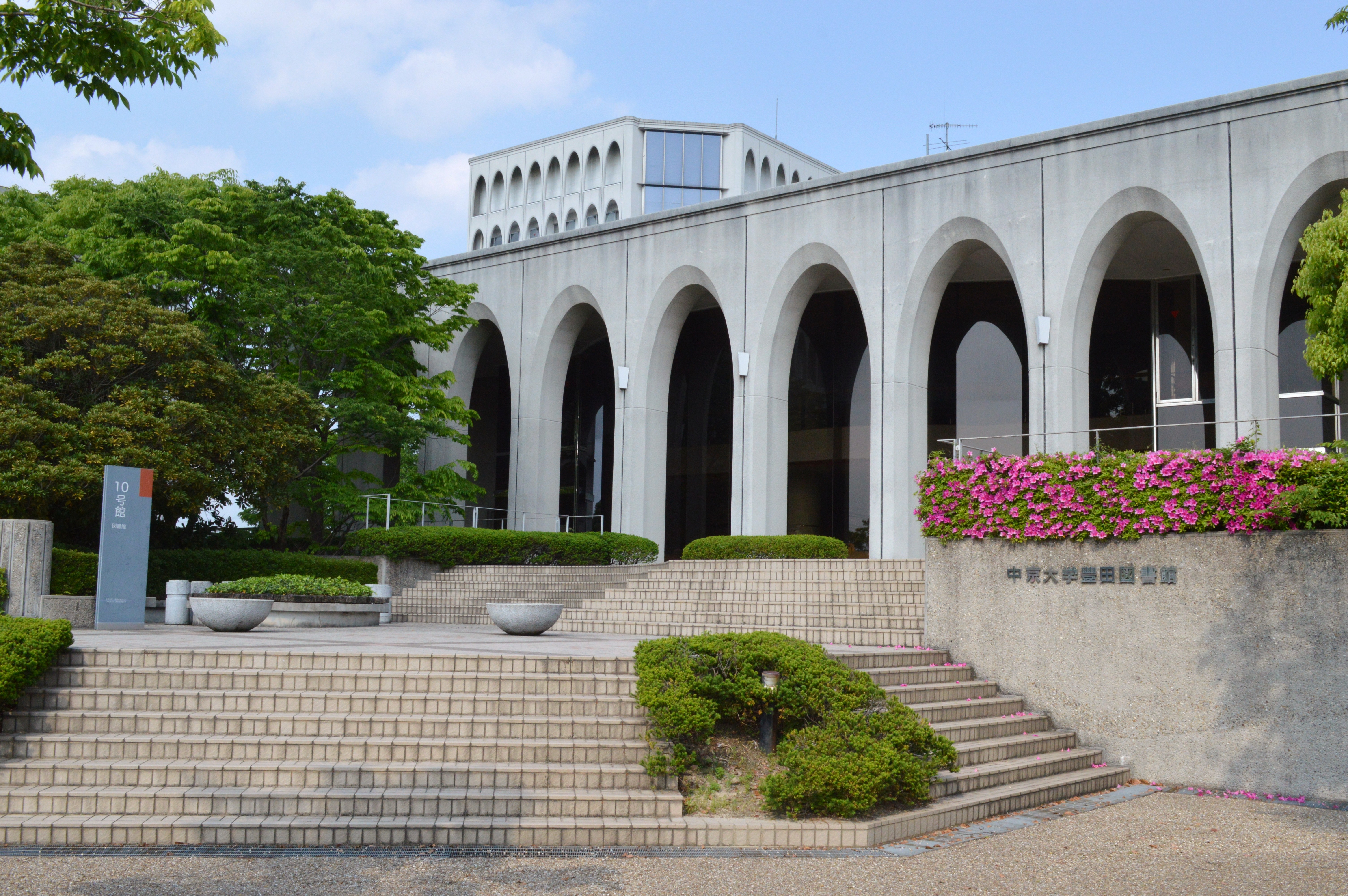
豊田図書館
（2017年5月）

### キャンパス

#### 名古屋キャンパス
- かつては「八事学舎」や「名古屋学舎」の名称であった。
- 八事山興正寺などに隣接している。
- 法学部は単独で興正寺境内を挟んだ北西側に位置する。
- 名古屋市営地下鉄鶴舞線・名城線八事駅5番出口から直結（徒歩0分）。
- 独立している法学部棟へは地下鉄名城線八事日赤駅下車が便利。
- 工学部開設により工学部実験棟や各種実験室が整備され、さまざま工作機械や電子顕微鏡、電波暗室、高真空チャンバー、回路実験設備　等が置かれている。

#### 豊田キャンパス
- かつては「豊田学舎」の名称であった。
- 競技場や体育館など、面積を必要とする体育学部のために作られた。続いて社会学部（現代社会学部へ改組）、情報科学部（情報理工学部へ改組）、生命システム工学部（廃止）と言った、全くの新設学部は豊田キャンパスで開設されている。
- 名古屋キャンパスから移設したのは体育学部のみで、新設学部でも既存学部の改組に伴うものは名古屋キャンパスに留まったままである。
- オリンピックなどに使用されるスーパーXの400メートル走路を持つ梅村陸上競技場、屋外50メートル公認競泳プール、人工芝野球場、日本初のフィギュアスケート専用の室内スケートリンク（アイスアリーナ）「オーロラリンク」や、日本サッカー協会第1号公認人工芝サッカー場が豊田市郊外の特性を利用して次々と整備されている。オーロラリンクはナショナルトレーニングセンターの競技別強化拠点となっており、サブリンク「レインボーリンク」も増設（2009年2月14日に完成）した。
- 「人工知能高等研究所」をはじめ多くの研究・実験施設がある。
- 2019年に中京大学スポーツミュージアムが開設された。
- 名古屋鉄道豊田線浄水駅よりスクールバスで9分
- 愛知環状鉄道貝津駅より徒歩8分

## 対外関係
梅村清光の次男は、中京学院大学（現在は学校法人中京学院に移管）、中京高等学校などを運営する学校法人安達学園創立者である。
なお、大府市にある至学館大学（旧・中京女子大学）は梅村学園系列とは別の学校法人の運営であり、関連は無い。

### 他大学との協定
大学公式ウェブサイトより

#### 国内
- 佛教大学 - 小学校教諭免許状課程履修に関する協定書
- 公立はこだて未来大学 - 学術交流に関する協定書
- 名古屋市立大学 - 包括連携に関する協定書
- 芝浦工業大学 - 包括連携・協力に関する協定書
- 愛知教育大学 - 教員養成の高度化に関する連携協定書・覚書
- 名古屋六大学（名古屋大学・名古屋工業大学・名古屋市立大学・南山大学・名城大学） - 連携・協力に関する協定書
- 放送大学[広報 1]

#### 海外

##### 学術交流提携校
- アジア
  -  大韓民国
    - 東亜大学校
    - 梨花女子大学校
    - 地山学園

  - 中華人民共和国
    - 蘇州大学

  - 台湾
    - 国立嘉義大学
    - 台北市立大学
    - 銘傳大学
- 大洋州
  - オーストラリア
    - グリフィス大学
- 北米
  - アメリカ
    - マサチューセッツ大学ボストン校
    - カリフォルニア州立大学チコ校
    - クレムゾン大学
    - マーシャル⼤学
    - ケネソー州⽴⼤学
    - ウェスタンカロライナ⼤学
    - ボイシー州⽴⼤学
    - リンカーン・メモリアル⼤学
    - ウィスコンシン⼤学ラクロス校

  - カナダ
    - ケベック大学モントリオール校
    - カルガリー大学
- ヨーロッパ
  - イギリス
    - ダービー⼤学

  - イタリア
    - ヴェネツィア大学
    - バーリ大学
    - シエナ⼤学
    - シエナ外国⼈⼤学

  - オランダ
    - フローニンゲン大学

  - ドイツ
    - デュースブルグ・エッセン⼤学

  - フランス
    - グルノーブル・アルプ⼤学

##### その他
- ISEP加盟の275校 - 日本最初の加盟認可大学

### 高等学校との協定
- 学校法人三重高等学校（姉妹校） - 連携・協力に関する協定書
- 愛知県立愛知総合工科高等学校 - 高大連携協力に関する協定書

## 系列校
附属校
- 中京大学附属中京高等学校

姉妹校
- 三重中京大学（かつての松阪大学、現在は廃止）
- 三重中京大学短期大学部（かつての松阪女子短期大学、現在は廃止）
- 三重中学校・高等学校（現在は学校法人三重高等学校の傘下）
- 梅村幼稚園（同上）

その他
- 中京学院大学（学校法人中京学院の傘下）
- 中京学院大学短期大学部（同上）
- 中京こども園（短大部併設、旧中京幼稚園。同上）
- 中京高等学校（学校法人安達学園の傘下）
- 中京短期大学（中京大学の前身、現在は廃止）

## Wiki関係他プロジェクトリンク
- ウィキブックス（Wikibooks）
  - 中京大対策

#### 広報資料・プレスリリースなど一次資料
1. ↑  放送大学　平成28年度　単位互換案内ウェイバックマシン